# Eleição municipal de Caraguatatuba em 2012
A eleição municipal de Caraguatatuba em 2012 aconteceu em 7 de outubro de 2012 para eleger um prefeito, um vice-prefeito e 15 vereadores no município de Caraguatatuba, no litoral do Estado de São Paulo, no Brasil. O prefeito eleito foi Antônio Carlos, do PSDB, com 54,15% dos votos válidos, sendo vitorioso logo no primeiro turno em disputa com três adversários, Aguilar (PDT), Rodolfo Fernandes (PT) e Omar KazonKazon (PR). O vice-prefeito eleito, na chapa de Antônio Carlos, foi Antônio Carlos Jr. (PSDB), seu filho.
O pleito em Caraguatatuba foi parte das eleições municipais nas unidades federativas do Brasil. A disputa para as 15 vagas na Câmara Municipal de Caraguatatuba envolveu a participação de 230 candidatos. O candidato mais bem votado foi Neto Bota (PSDB), que obteve 1.984 votos (2,71% dos votos válidos).

## Antecedentes
Na Eleição municipal de Caraguatatuba em 2008, Antônio Carlos da Silva, do PSDB, derrotou o candidato do DEM, Aguilar, no primeiro turno. O candidato do PSDB foi eleito com 50,44% dos votos válidos e e mais de 25 mil votos a favor.

## Eleitorado
Na eleição de 2012, estiveram aptos a votar 73.201 caraguatatubenses, porém apenas 80,22% da população foi às urnas, totalizando 58.720 eleitores.

## Candidatos
Foram quatro candidatos à prefeitura em 2012: Antônio Carlos do PSDB, José Pereira de Aguilar do PDT, Rodolfo Fernandes do PT e Omar Kazon do PR.
| N.º | Candidato(a)            | Vice                        | Partido | Coligação                                                   |
| --- | ----------------------- | --------------------------- | ------- | ----------------------------------------------------------- |
| 12  | José Pereira de Aguilar | Rodrigo                     | PDT     | "Caraguá mais unida e mais feliz" (PP/PDT/PSC/PSDC/PPL/PSD) |
| 13  | Rodolfo Fernandes       | Chiquinho Conceição         | PT      | "Caraguá mudando de verdade" (PT/PCdoB)                     |
| 22  | Omar Kazon              | Valmir de Moraes            | PR      | "Caraguá mais humana" (PSL/PR/PTdoB)                        |
| 45  | Antônio Carlos          | Antônio Carlos Da Silva Jr. | PSDB    | "Avança Caragua" (PRB/PTB/PMDB/PMN/PSB/PV/PRP/PSDB)         |

## Resultados

### Prefeito
No dia 7 de outubro, Antônio Carlos foi reeleito no primeiro turno com 54,15% dos votos válidos.
| Candidato(a)                  | Vice                        | 1º Turno 7 de outubro de 2012 | 1º Turno 7 de outubro de 2012 |
| Candidato(a)                  | Vice                        | Votação                       | Votação                       |
|                               |                             | Total                         | Porcentagem                   |
| ----------------------------- | --------------------------- | ----------------------------- | ----------------------------- |
| Antônio Carlos (PSDB)         | Antônio Carlos Jr. (PSDB)   | 29.048                        | 54,15%                        |
| José Pereira de Aguilar (PDT) | Rodrigo (PPL)               | 15.960                        | 21,80%                        |
| Rodolfo Fernandes (PT)        | Chiquinho Conceição (PCdoB) | 4.591                         | 6,27%                         |
| Omar Kazon (PR)               | Valmir de Moares (PR)       | 4.048                         | 5,53%                         |
| Total de votos válidos        | Total de votos válidos      | 53.647                        | 91,36%                        |
| Votos em branco               | Votos em branco             | 2.265                         | 3,86%                         |
| Votos nulos                   | Votos nulos                 | 2.808                         | 4,78%                         |
| Total                         | Total                       | 58.720                        | 100%                          |
| Abstenções                    | Abstenções                  | 14.481                        | 19,78%                        |
| Votos apurados                | Votos apurados              | 58.720                        | 100%                          |
| Total de eleitores            | Total de eleitores          | 73.201                        | 100%                          |

### Vereador
Nas eleições de 2012, cinco (5) vereadores foram eleitos a mais do que no pleito de 2008. Sete vereadores foram reeleitos. Dos quinze (15)  eleitos em 2012, sete (7) eram em 2008 da base de Antônio Carlos. O vereador mais votado foi Neto Bota (PSDB), com 1.984 votos. Apenas uma mulher foi eleita.
O PSDB é o partido com o maior número de vereadores eleitos (3), seguido por PSD, PPS, PR e PSB com dois cada. Neto Bota foi o vereador mais votado no litoral norte de São Paulo.